# Pueblo tunjur
El pueblo tunjur (también escrito tungur o tundjur) habita en el norte de la región de Darfur Sudán y en Dar Zioud, al noreste de Oum-Hadjer, así como en Mondo en Kanem, Chad. Existen pequeñas comunidades en el oeste de Nigeria. En Chad se estima que la comunidad tunjur alcanza las 245 000 personas. La tradición cultural tunjur afirma que son sucesores de un clan banu Hilal, pero los estudios antropológicos e históricos señalan la presencia de antepasados nilóticos preislámico en su constitución.
Durante los siglos XV al XVII controlaron las rutas comerciales de Darfur y fundaron el reino de Uadai. Posteriormente se fusionaron con miembros del pueblo fur y adoptaron la agricultura, la recogida de goma arábiga y la ganadería como medios de vida. Su idioma nativo está extinto y utilizan dialectos árabes sudaneses. Los estudios etno-religiosos estiman que en el siglo XXI el 90 % del pueblo tunjur sigue la religión islámica suní y un 10 % mantiene la espiritualidad preislámica.

## Territorio
El pueblo tunjur evolucionó como sociedad en la región montañosa de Darfur en la actual Sudán situada entre Uadai, al oeste, y Kordofán, al este. Darfur estaba poblado por pueblos sedentarios y nómadas de origen árabe, entre ellos los baggara.
Antes del siglo XIII los habitantes de la región de Darfur vivían relativamente aislados de sus vecinos y el comercio en la zona era escaso. La región estaba gobernada por los tadju, que vivían en el macizo central de Jebel Marrah y establecieron la primera dinastía conocida en la zona después de dominar a los pueblos locales. Aunque los gobernantes tadju tenían nombres árabes y provenían del este, su tradición sostiene que no eran de origen árabe.
Las migraciones desde el este comenzaron alrededor de 1350, a lo largo de la ruta caravanera Darb al-Arbin, o el Camino de los Cuarenta Días. Hay pruebas de que en esa época se producía algo de comercio entre Darfur y Egipto. Durante las migraciones, los nómadas árabes entrantes trajeron nuevas razas de ganado y nuevas prácticas pastorales.

## Historia
No hay certeza sobre el origen étnico de los tunjur. Algunos estudios antropológicos entienden que surgieron de la unión de pueblos árabes y grupos nilóticos en contacto con la región Nubia entre los siglos X y XII. Otros sitúan su origen en Túnez. Ambas teorías recurren a la tradición oral tunjur que señala que sus ancestros eran un clan de las comunidades guerreras árabes que ingresaron a África sobre el siglo X, específicamente los banu Hilal.
Según estas fuentes, en una primera etapa el grupo ancestral nilótico habría adoptado el cristianismo de la región de Nubia y posteriormente las comunidades o clanes banu hilal (árabes o arabizadas) habrían introducido el islam y el idioma árabe que con el tiempo desplazó al nilótico original.
En el siglo XIV los tunjur desplazaron, aparentemente sin violencia, a la dinastía tadju que gobernaba el pequeño reino en Darfur. Los tadju y otros pueblos con los que convivían se dirigieron hacia territorios más al oeste asentándose en Uadai (Ouadai o Wadai). Alrededor del año 1450, el gobernante tunjur, Shau, fue depuesto por su medio hermano, Dali, quien promovió muchos cambios políticos en Darfur. Instituyó un nuevo sistema legal, que luego se registró en el Kitab Dali, o "Libro de Dali", y dividió Darfur en cinco provincias. Se mantuvieron en los territorios del macizo central de Jebel Marra hasta el siglo XVI cuando fueron atacados y desplazados de Darfur por la dinastía árabe de los Keira.
Derrotados se retiraron a Uadai, donde se integraron con comunidades del pueblo fur.  Juntos establecieron el reino de Uadai que se extendía a algunas áreas de Batha y Dar Sila y que perduró aproximadamente un siglo. En este proceso de integración abandonaron su lengua nativa y adoptaron el idioma fur que junto con el árabe y el bari son los más utilizados desde entonces por su población.
Alrededor del año 1630, después de un período de resistencia, se convirtieron al Islam y establecieron una dinastía musulmana en Uadai. El reino estaba ubicado a lo largo de la actual frontera entre Chad y Sudán, en el cruce de dos importantes rutas comerciales. Uno conducía desde el alto Nilo y Darfur hasta Bornu y Kano, y el segundo atravesaba el Sahara hasta Bangasi, en Trípoli, en la costa mediterránea.
En el siglo XVII fueron atacados por los maba, comandados por un líder islámico, Abd-el-Kerim. Derrotados en 1611, los tunjur fueron expulsados de Uadai y desplazados al oeste. Se dirigieron a la región de Kanme donde atacaron el reino de los bulala. La monarquía bulala era tributaria del reino Bornu-Kanem, un centro de poder que gobernaba varias etnias de la región y fundado entre otros por los pueblos pastores sefuwa y magomi, expulsados originalmente por los bulala para fundar su reino.
A fin de protegerse de posibles enemigos, los tunjur establecieron una alianza con el sultanato de Uadai.  Pero a mediados del siglo XVII fueron atacados por una expedición militar de Bornu liderada por un esclavo hausa llamado Dala Afuno (o Afno), al mando de guerreros conocidos como dalatawa. Los tunjur fueron derrotados y su reino sometido nuevamente a pagar tributo a Kanem.
Seguramente presionados por el gobierno de Kanem, a principios del siglo XIX los tunjur atacaron desde el reino de Uadai al reino de Barguirmi, del pueblo barma. La acción bélica provocó un duro golpe para el sultanato de los barma que ya no pudieron recuperar su posición en el tráfico de esclavos y el control de caravanas comerciales en la región. Algo que intentó aprovechar el pueblo tunjur, que desde el siglo XV basaba su poder y economía en ambas actividades.
A mediados del siglo XIX el poder tunjur en Kanem fue socavado por las razzias de los guerreros Awlad Sulayman que irrumpieron desde el norte, de donde habían sido expulsados por la ocupación turca de Tripolitania.
A lo largo del siglo XX las comunidades tunjur se asentaron en el norte de la región de Darfur Sudán y en Dar Zioud, al noreste de Oum-Hadjer, así como en Mondo en Kanem. Pequeños grupos de Tunjur también se encuentran más al oeste en Nigeria.